# Charkhi Dadri (Distrikt)
Der Distrikt Charkhi Dadri (Hindi चरखी दादरी जिला, Panjabi ਚਰਖੀ ਦਾਦਰੀ ਜ਼ਿਲ੍ਹਾ) ist ein Verwaltungsdistrikt im indischen Bundesstaat Haryana. Verwaltungssitz ist die namensgebende Stadt Charkhi Dadri. Der Distrikt wurde im Jahr 2016 gebildet. Er gehört zur indischen Hauptstadtregion (National Capital Region).

## Geographie und Klima
Der Distrikt liegt im Südwesten Haryanas. Die angrenzenden Distrikte sind Bhiwani im Norden und Westen, Rohtak im Nordosten, Jhajjar im Osten und Südosten sowie Mahendragarh im Süden. Physiogeographisch besteht der Distrikt aus einer flachen Ebene, die stellenweise von Anhäufungen von Sanddünen, isolierten Hügeln und felsigen Bergrücken unterbrochen wird. Es gibt keinen kontinuierlich Wasser führenden Fluss. Das Klima im Distrikt entspricht einem Steppenklima mit überwiegender Trockenheit, mit Ausnahme der Monsunzeit, die von der letzten Juniwoche bis Ende September dauert.

## Geschichte
Der Distrikt wurde am 1. Dezember 2016 aus Teilen des Distrikts Bhiwani (den Tehsils Badhra, Charkhi Dadri und dem Sub-Tehsil Bond kalan) gebildet.

## Bevölkerung
Da der Distrikt erst im Jahr 2016 gebildet wurde, gibt es keine direkten Daten in der Volkszählung 2011. Jedoch sind zum Teil rückgerechnete Bevölkerungsdaten verfügbar. Der Distrikt Charkhi Dadri in seinen Grenzen von 2016 hatte bezogen auf das Zensusjahr 2011 502.276 Einwohner (265.949 männlich, 236.327 weiblich) auf 1346 km² Fläche. Das Geschlechterverhältnis war mit 889 Frauen auf 1000 Männer unausgewogen.
Die Mehrheit der Bevölkerung besteht aus Jats. Ein signifikanter Bevölkerungsanteil geht auf Nachkommen marathischer Soldaten, die sich nach der dritten Schlacht von Panipat 1761 hier ansiedelten, zurück.
Größte städtische Siedlung war im Jahr 2011 mit 56.337 Einwohnern die Distrikthauptstadt Charkhi Dadri.